# Корульйон
Корульйон (ісп. Corullón) — муніципалітет в Іспанії, у складі автономної спільноти Кастилія-і-Леон, у провінції Леон. Населення — 1122 особи (2010).
Муніципалітет розташований на відстані близько 350 км на північний захід від Мадрида, 100 км на захід від Леона.
На території муніципалітету розташовані такі населені пункти: (дані про населення за 2010 рік)
- Кадафреснас: 83 особи
- Корульйон: 699 осіб
- Драгонте: 73 особи
- Орніха: 75 осіб
- Орта: 109 осіб
- Мелесна: 23 особи
- Віаріс: 41 особа
- Вільягрой: 19 осіб

## Демографія
Динаміка населення (INE ):